# Ekscentricitet
Krajnje pojednostavljeno ekscentricitet bi bilo odstupanje od središta. 
Ekscentricitet se koristi za opisivanje putanji nebeskih tijela. Njihove putanje, iako različite, ipak bi se mogle svrstati na tri osnovne: eliptične, parabolične i hiperbolične. Veličina koja daje osnovnu karakteristiku za ove tri geometrijske figure je ekscentricitet. Elipsu kao geometrijski lik, karakteriziraju dva žarišta. Ekscentricitet se izražava u bezdimenzijskim jedinicama (numerički ekscentricitet Mjesečeve orbite oko Zemlje je 0,055). 
- Za elipsu ekscentricitet dobijemo, ako podijelimo udaljenost jednog žarišta (fokusa), od središta, s velikom poluosi.

{\displaystyle \varepsilon ={\frac {e}{a}}.}
- Kružnica je slučaj kada je ekscentricitet jednak nuli, tj. fokus je poklopljen sa središtem (ε=0).

- Ekscentricitet elipse je u granicama od 0 do 1, kod parabole je 1, a kod hiperbole 1 na više.

- Što je ekscentricitet manji (bliži nuli), tim je krivulja (elipsa) sličnija kružnici. Obratno, čim je ekscentricitet elipse bliži 1, tim je oblik elipse izduljeniji.